# Monte de Hoyos
Monte de Hoyos, es un lugar regional del estado de Guanajuato.
Monte de Hoyos pertenece al municipio de Romita, Guanajuato, México. Actualmente la comunidad cuenta con aproximadamente 1,200 habitantes. Su principal fuente de empleo se encuentra en sus cultivos. Las personas cuentan con terrenos listos para el sembradío. Además muchos de los residentes salen a la zona urbana a buscar un mejor porvenir para sus familias.
Como comunidad Monte de Hoyos tiene gran apego a las costumbres tradicionales y especialmente va en busca de la unión familiar. Destaca mencionar que en la actualidad se cuenta con una generación rica en juventud y su mayor ambición es la oportunidad de estudios.

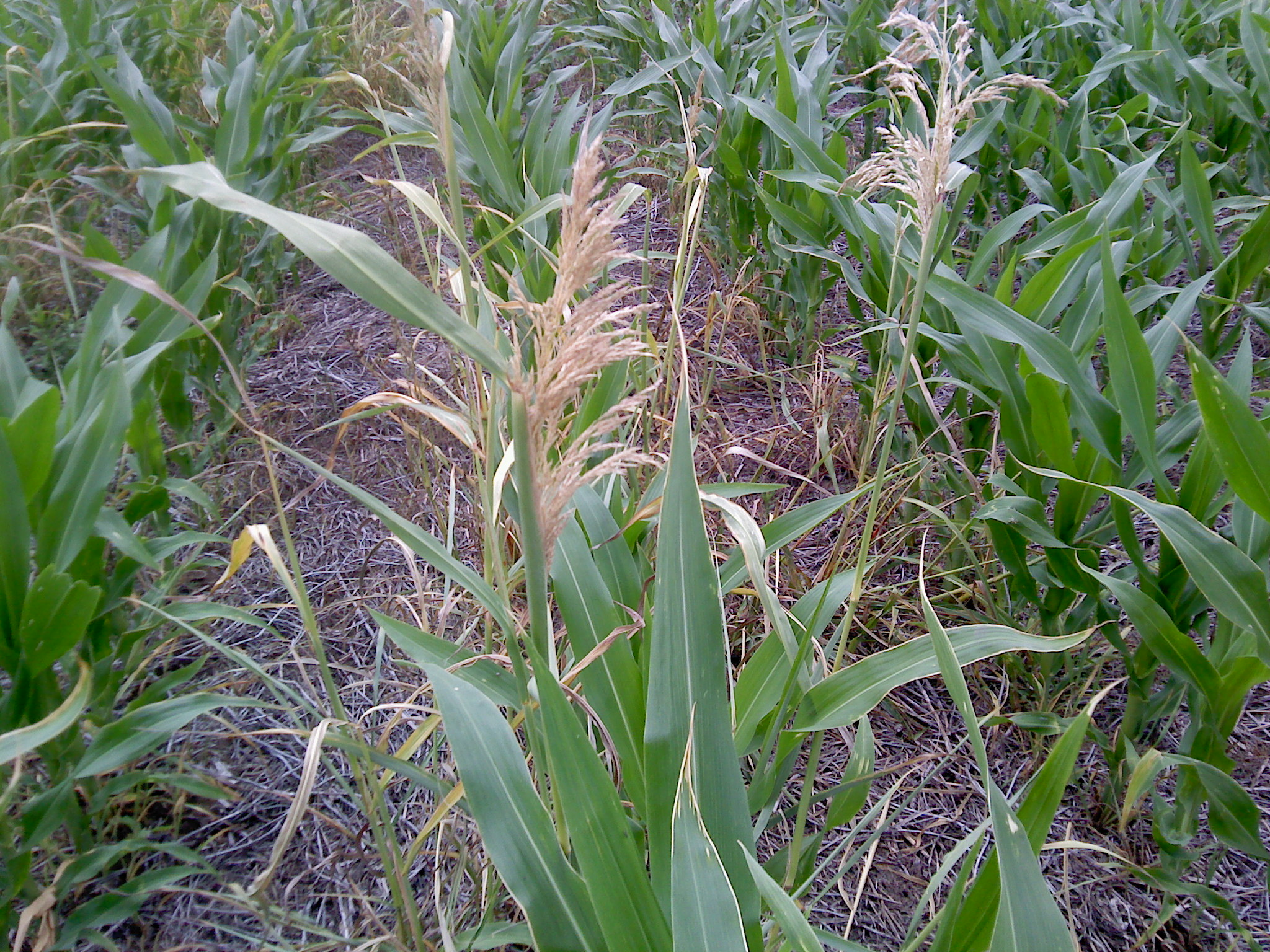
Cultivo de Maíz RR fumigado con glifosato.

## Servicios educativos
- Preescolar: Juan Ruiz de Alarcón

- Escuela Primaria: Miguel Hidalgo

- Secundaria: Margarita Maza de Juárez

- Preparatoria: SABES

## Servicios médicos
- Centro de Salud Monte de Hoyos

- Datos: Q30916816